# إنتيوتيف الجراحية (شركة)
إنتيوتيف الجراحية، هي شركة أمريكية تطور وتصنع المنتجات الروبوتية التي تهدف إلى تحسين نتائج جرحات المرضى، وأبرزها منظومة دا فينشي الجراحية. في 31 ديسمبر 2019، كان لدى الشركة أكثر من 5,582 من منظومة دا فينشي الجراحية، بما في ذلك 3531 في الولايات المتحدة، و977 في أوروبا، و780 في آسيا، و294 في بقية العالم.

## التاريخ
تم إجراء البحث الذي أدى في النهاية إلى تطوير منظومة دافنشي الجراحية في أواخر الثمانينيات في معهد ستانفورد للأبحاث الغير هادف للربح. في عام 1990، تلقي المعهد تمويلًا من معاهد الصحة الوطنية الأمريكية. طور المعهد نموذجًا أوليًا لنظام جراحي آلي جذب اهتمام داربا، التي كانت مهتمة بالنظام لإمكانية السماح للجراحين بالعمل عن بُعد على الجنود المصابين في ساحة المعركة.
في عام 1994، أصبح الدكتور فريدريك مول مهتمًا بالنظام الذي طوره المعهد، حيث كان الجهاز معروفًا في ذلك الوقت. أسس مول شركة جديدة أطلق عليها اسم شركة إنتيوتيف للأجهزة الجراحية.
في تلك المرحلة، كتب مول خطة العمل للشركة ورفعوا رأس مالها الاستثماري الأولي.[بحاجة لمصدر]
قامت الشركة بتحسين نظام معهد ستانفورد إلى نموذج أولي معروف في الأصل باسم «ليني» (على اسم الشاب ليوناردو دافنشي)، والذي كان جاهزًا للاختبار في عام 1997. نظرًا لأن النماذج الأولية للشركة أصبحت أكثر تقدمًا، فقد تم تسميتها باستخدام لوحات دافنشي. واحد كان اسمه «ليوناردو» والآخر كان «مونا». أُطلق على الإصدار الأخير من النموذج الأولي نظام دافنشي الجراحي، وظل الاسم عالقًا عندما تم تسويق النظام في النهاية. بعد إجراء مزيد من الاختبارات، بدأت الشركة تسويق هذا النظام في أوروبا في عام 1999، بينما كانت تنتظر موافقة إدارة الغذاء والدواء الأمريكية في الولايات المتحدة.  
جمعت الشركة 46 مليون دولار في طرح عام أولي في عام 2000. في نفس العام، وافقت إدارة الغذاء والدواء الأمريكية على استخدام نظام دافنشي الجراحي في الجراحة العامة بالمنظار، والتي يمكن استخدامها لمعالجة أمراض المرارة وأمراض المعدة والمريء. في عام 2001، وافقت إدارة الغذاء والدواء الأمريكية على استخدام نظام جراحة البروستاتا. وافقت إدارة الغذاء والدواء الأمريكية لاحقًا على نظام جراحة تنظير الصدر، وجراحات القلب وأمراض النساء.

## التمويل
بالنسبة للسنة المالية 2017، أعلنت الشركة عن أرباح قدرها 660 مليون دولار أمريكي، بإيرادات سنوية قدرها 3.129 مليار دولار أمريكي بزيادة قدرها 15.7٪ عن الدورة المالية السابقة تم تداول أسهم الشركة بأكثر من 307 دولارات أمريكية للسهم الواحد، وقدرت قيمتها السوقية بأكثر من 58 مليار دولار أمريكي في نوفمبر 2018.
| السنة | الربح بالمليون دولار | صافي الدخل بالمليون دولار | إجمالي الأصول بالمليون دولار | سعر السهم بالمليون دولار | الموظفين |
| ----- | -------------------- | ------------------------- | ---------------------------- | ------------------------ | -------- |
| 2005  | 227                  | 94                        | 502                          | 21.24                    |          |
| 2006  | 373                  | 72                        | 672                          | 35.65                    |          |
| 2007  | 601                  | 145                       | 1,040                        | 61.82                    |          |
| 2008  | 875                  | 204                       | 1,475                        | 85.48                    |          |
| 2009  | 1.052                | 233                       | 1,810                        | 61.58                    |          |
| 2010  | 1,413                | 382                       | 2,390                        | 104.33                   |          |
| 2011  | 1,757                | 495                       | 3,063                        | 122.21                   |          |
| 2012  | 2,179                | 657                       | 4059                         | 172.93                   |          |
| 2013  | 2,265                | 671                       | 3950                         | 149.97                   | 2792     |
| 2014  | 2,132                | 419                       | 3959                         | 147.55                   | 2978     |
| 2015  | 2,384                | 589                       | 4,907                        | 169.00                   | 3211     |
| 2016  | 2,704                | 736                       | 6487                         | 212.10                   | 3,755    |
| 2017  | 3,129                | 660                       | 5,758                        | 307.18                   | 4444     |

## دعوى قضائية
في يونيو 2018، قامت الشركة بتسوية دعاوى جماعية ضدها مقابل 43 مليون دولار.

## روابط خارجية
- الموقع الرسمي
- استدعاء منتج جراحي بديهي بواسطة FDA